# (6180) Bystritskaya
(6180) Bystritskaya (1986 PX4) – planetoida z grupy pasa głównego asteroid okrążająca Słońce w ciągu 3 lat i 300 dni w średniej odległości 2,44 j.a. Została odkryta 8 sierpnia 1986 roku.